# Бєлгородська губернія
Бєлгородська губернія (також Білгородська губернія) (спочатку Бєлгородська провінція) — історична адміністративно-територіальна одиниця Російської імперії у 1727—1779.

## Створення губернії
1 березня 1727 Бєлгородська губернія[джерело?] (де-факто Бєлгородська провінція) виділена з Київської губернії. Спочатку губернія складалася з однієї провінції — Бєлгородської, пізніше, в тому ж 1727 році, до неї були приєднані ще й Орловська та Севська провінції Київської губернії. Того ж року дистрикти у провінціях скасовані та введений поділ на повіти. 
За розподілом в 1719 до Бєлгородської провінції було приписано 20 міст, до Орловської — 6, а до Севської — 9.
Слобідські козацькі полки мали підпорядкування Бєлгородській губернії (губернатору) тільки у громадських справах.

## Історія
На 1745 до складу губернії входило 3 провінції (Бєлгородська, Орловська та Севська).
У 1732 Слобідські полки підпорядковані заснованій в Сумах Слобідській комісії і, таким чином, вони були виведені зі підпорядкування Бєлгородської губернії. Однак у 1743 знов була спроба перепідпорядкувати полки до Бєлгородської губернії у цивільних справах.
28 липня (8 серпня) 1765 з Слобідських козацькіх полків була сформована нова Слобідсько-Українська губернія з центром у Харкові, зі своїм губернським громадським управлінням.

## Адміністративний поділ
Станом на 1775 у Бєлгородській губернії у 3-х провінціях був 21 повіт.
25 листопада (6 грудня) 1775 року до новоствореного Смоленського намісництва відійшли західні території Бєлгородської губернії.
5 (16) вересня 1778 з частини Бєлгородської губернії утворилось Орловське намісництво.
23 травня (3 червня) 1779 з частини Бєлгородської, Воронезької та Слобідсько-Української губерній утворене Курське намісництво, при цьому Бєлгородська губернія була ліквідована і її решта відійшли до Воронезької губернії.

## Губернатори
Бібіков Іван Іванович (бл. 1686 — 24 травня 1745, Глухів)  — головний командир Малоросійського тимчасового Правління гетьманського уряду (з 11 червня 1742 р. по 24 травня 1745 р.), Бєлгородський губернатор (з 31 січня 1731 р. по 22 липня 1732 р.)